# Süddeutsche Zeitung
Süddeutsche Zeitung (pronunțat [ˈzyːtˌdɔʏtʃə ˈtsaɪtʊŋ]), cunoscut ca Sueddeutsche sau SZ, este un ziar de centru-stânga din Germania, editat la München. În trimestrul al treilea al anului 2015 a avut un tiraj mediu zilnic de 434.482 de exemplare, în scădere cu 16,64% față de 1998. Este ziarul german cu cel mai mare număr de abonamente.
Principalul concurent al Süddeutsche Zeitung este Frankfurter Allgemeine Zeitung, de orientare creștin-democrată.